# Belonoperca chabanaudi
Belonoperca chabanaudi is een straalvinnige vissensoort uit de familie van zaag- of zeebaarzen (Serranidae). De wetenschappelijke naam van de soort werd voor het eerst geldig gepubliceerd in 1930 door Fowler & Bean.